# Myrmicocrypta
Myrmicocrypta is een geslacht van vliesvleugelige insecten van de familie Mieren (Formicidae).

## Soorten
- M. boliviana Weber, 1938
- M. bruchi Santschi, 1936
- M. bucki Sosa-Calvo & Schultz, 2010
- M. buenzlii Borgmeier, 1934
- M. camargoi Sosa-Calvo & Schultz, 2010
- M. collaris Emery, 1913
- M. dilacerata (Forel, 1885)
- M. ednaella Mann, 1922
- M. elisabethae Weber, 1937
- M. erectapilosa Sosa-Calvo & Schultz, 2010
- M. foreli Mann, 1916
- M. godmani Forel, 1899
- M. guianensis Weber, 1937
- M. infuscata Weber, 1946
- M. longinoda Weber, 1938
- M. microphthalma Borgmeier, 1948
- M. occipitalis Weber, 1938
- M. ogloblini Santschi, 1936
- M. rudiscapa Emery, 1913
- M. spinosa Weber, 1937

- M. squamosa Smith, F., 1860
- M. subnitida Forel, 1899
- M. triangulata Forel, 1912
- M. tuberculata Weber, 1938
- M. unidentata Weber, 1937
- M. urichi Weber, 1937
- M. weyrauchi Borgmeier, 1948